# بنجامين فرانكلين وليامز
بنجامين فرانكلين وليامز (بالإنجليزية: Benjamin Franklin Williams)‏ هو سياسي أمريكي، ولد في 1819 في الولايات المتحدة، وتوفي في 1886. حزبياً، نشط في الحزب الجمهوري. وقد انتخب عضو مجلس نواب تكساس.